# Kodrań (gromada)
Kodrań – dawna gromada, czyli najmniejsza jednostka podziału terytorialnego Polskiej Rzeczypospolitej Ludowej w latach 1954–1972.
Gromady, z gromadzkimi radami narodowymi (GRN) jako organami władzy najniższego stopnia na wsi, funkcjonowały od reformy reorganizującej administrację wiejską przeprowadzonej jesienią 1954 do momentu ich zniesienia z dniem 1 stycznia 1973, tym samym wypierając organizację gminną w latach 1954–1972.
Gromadę Kodrań siedzibą GRN w Kodraniu utworzono – jako jedną z 8759 gromad na obszarze Polski – w powiecie łaskim w woj. łódzkim, na mocy uchwały nr 31/54 WRN w Łodzi z dnia 4 października 1954. W skład jednostki weszły obszary dotychczasowych gromad Andrzejów-Pawłów (bez przysiółka Krzyżówki), Augustów, Broszęcin, Broszęcin-Kolonia, Kodrań i Leśniaki ze zniesionej gminy Szczerców w powiecie łaskim oraz obszar dotychczasowej gromady Marcelin ze zniesionej gminy Rząśnia w powiecie radomszczańskim. Dla gromady ustalono 17 członków gromadzkiej rady narodowej.
31 grudnia 1961 gromadę Kodrań włączono do powiatu pajęczańskiego w tymże województwie; równocześnie wyłączono z niej wieś Bednarze, włączając ją do gromady Szczerców w powiecie bełchatowskim w tymże województwie (gromadę Szczerców wyłączono tego samego dnia z powiatu łaskiego i włączono do powiatu bełchatowskiego.
1 lipca 1968 gromadę zniesiono, a jej obszar włączono do gromad: Rusiec (wieś Andrzejów, wieś Leśniaki Szczercowskie, osadę młyńską Koch oraz wieś Pawłów Duży) i Rząśnia (wieś Kodrań, wieś Augustów, wieś Marcelin, wieś Krysiaki Będkowskie, wieś Kopy, przysiółek Buk, przysiółek Czworaki, przysiółek Stary Ogród, kolonię Stawki oraz wieś Krysiaki) w tymże powiecie.